# 徳大寺公衡
徳大寺 公衡 （とくだいじ きんひら）は、平安時代後期から鎌倉時代初期にかけての公卿。藤原北家閑院流。右大臣・徳大寺公能の四男。官位は従三位・非参議。

## 経歴
右大臣・徳大寺公能の四男として生まれ、同母兄の権中納言・徳大寺実守の養子となる。生年は不明だが、兄実守の生年が久安3年（1147年）であるため、久安4年（1148年）以降と推定される。六条朝の仁安元年（1166年）叙爵。文治5年（1189年）従三位・非参議に任ぜられ、公卿に列する。翌建久元年（1190年）周防権守を兼ねるが、3年後の建久4年（1193年）逝去。死因は「脚病（脚気か）」並びに疱瘡とされる。

## 官歴
『公卿補任』による
- 仁安元年（1166年） 12月30日：叙爵（従五位下）
- 嘉応元年（1169年） 正月7日：従五位上
- 嘉応2年（1170年） 7月26日：侍従
- 承安4年（1174年） 正月21日：備前介
- 安元3年（1177年） 正月24日：正五位下
- 時期不詳：右近衛少将
- 寿永元年（1182年） 3月8日：近江介。8月14日：皇后宮権亮。10月13日：従四位下
- 寿永2年（1183年） 2月21日：従四位上
- 元暦元年（1184年） 10月20日：禁色
- 文治2年（1186年） 12月15日：右近衛中将
- 文治3年（1187年） 正月23日：美濃介。6月28日：止権亮
- 文治4年（1188年） 12月19日：正四位下
- 文治5年（1189年） 12月30日：従三位、非参議、左中将如元
- 建久元年（1190年） 5月24日：兼周防権守
- 建久4年（1193年） 2月21日：逝去

## 系譜
『尊卑分脈』による
- 実父：徳大寺公能
- 実母：藤原豪子 - 藤原俊忠の娘
- 養父：徳大寺実守 - 同母兄
- 生母不明の子女
  - 男子：公棟
  - 男子：尊真
  - 男子：公洲
  - 男子：公賢
  - 女子